# Pardosa lapidicina
Pardosa lapidicina es una especie de araña araneomorfa del género Pardosa, familia Lycosidae. Fue descrita científicamente por Emerton en 1885.
Habita en los Estados Unidos y Canadá.